# باغ ترابي (نغار بردسير)
باغ ترابي (بالفارسية: باغ ترابی) هي قرية تقع في إيران في البلدة المركزية.